# Josef Ertl
Pour les articles homonymes, voir Ertl.
Josef Ertl, né le 7 mars 1925 à Oberschleißheim et mort le 18 novembre 2000 à Murnau am Staffelsee, est un homme politique allemand membre du Parti libéral-démocrate (FDP).
Il est ministre fédéral de l'Agriculture d'Allemagne de l'Ouest de 1969 à 1983, à l'exception de deux semaines en 1982. Il est le premier libéral à occuper ce poste, dont il détient encore le record de longévité.

## Éléments personnels

### Formation et carrière
Après avoir obtenu son Abitur en 1943, il est enrôlé comme soldat de la Wehrmacht pendant la Seconde Guerre mondiale. Une fois le conflit achevé, il suit des études supérieures d'agriculture et obtient un diplôme d'ingénieur agronome en 1950. Deux ans plus tard, il devient fonctionnaire au ministère de l'Agriculture de Bavière, où il travaille jusqu'en 1959.
Cette année-là, il est nommé pour trois ans directeur du conseil économique du département de l'agriculture de la ville de Miesbach.

### Vie privée
Josef Ertl se marie en 1953 avec Paula Niklas, fille d'un ancien ministre allemand de l'Agriculture. Le couple a toujours vécu à Bad Wiessee, ainsi qu'à Bonn lorsqu'il est ministre fédéral de l'Agriculture.
En 1993, il est attaqué par un taureau alors qu'il se trouvait dans la ferme familiale. Il en est résulté de graves blessures le condamnant à se déplacer en fauteuil roulant. Il est décédé sept ans plus tard, après un nouvel accident agricole, sur la ferme de son fils Christopher, au cours duquel il est très gravement brûlé. Il est enterré à Bad Wiesee.

## Vie politique

### Les débuts: adhésion au FDP et élection
Il rejoint le Parti libéral-démocrate (FDP) en 1952, et est élu député fédéral de Bavière au Bundestag neuf ans plus tard. En 1968, il est désigné vice-président du groupe FDP au Bundestag mais il abandonne ce poste l'année suivante.

### Ministre de l'Agriculture pendant treize ans
Le 22 octobre 1969, Josef Ertl est nommé ministre fédéral de l'Alimentation, de l'Agriculture et des Forêts dans la coalition sociale-libérale formée par Willy Brandt. Il est alors le premier libéral à occuper ce poste. Il est porté à la présidence du FDP de Bavière deux ans plus tard, en 1971.
Systématiquement reconduit par Willy Brandt puis Helmut Schmidt, il démissionne le 17 septembre 1982, mais retrouve son poste dès le 4 octobre dans la coalition noire-jaune d'Helmut Kohl. Il est cependant contraint de se retirer le 29 mars 1983, les mauvais résultats des libéraux aux législatives anticipées ne leur donnant droit qu'à trois ministres fédéraux. Cette même année, il renonce à la présidence du FDP de Bavière.

### Retrait de la vie politique
Il retourne alors au Bundestag, mais ne se représente pas aux législatives fédérales de 1987. Il quitte alors la vie politique. Il détient encore aujourd'hui le record de longévité au ministère de l'Agriculture avec un mandat total de treize ans et quatre mois, dont douze ans et dix mois consécutifs.